# The Inquiry

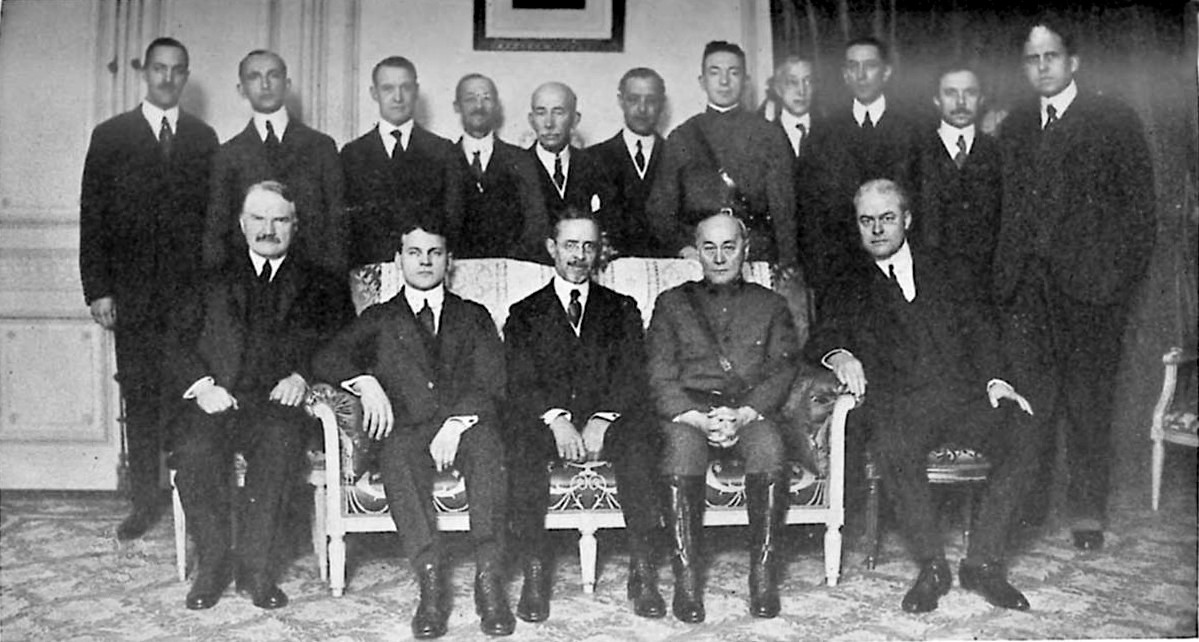
Gruppenfoto des Gremiums (US-Sachverständige) Paris 1919. Ursprünglicher Text: Mitarbeiter des Untersuchungsausschusses auf der Pariser Friedenskonferenz. Sitzend (von links nach rechts): Charles H. Haskins, Westeuropa; Isaiah Bowman, Chef des territorialen Nachrichtendienstes; S. E. Mezes, Direktor; James Brown Scott, Völkerrecht; David Hunter Miller, Völkerrecht; stehend: Charles Seymour, Österreich-Ungarn; R. H. Lord, Polen; W. L. Westermann, Westasien; Mark Jefferson, Kartographie; Colonel House; George Louis Beer, Kolonien; D. W. Johnson, Geographie; Clive Day, Balkan; W. E. Lunt, Italien; James T. Shotwell, Geschichte; A. A. Young, Wirtschaft.

The Inquiry (zu deutsch etwa: Die Untersuchung) war ein im September 1917 von US-Präsident Woodrow Wilson einberufenes Gremium, dessen Aufgabe in der Vorbereitung eines Friedensprogramms der US-amerikanischen Regierung vor Beendigung der militärischen Feindseligkeiten des Ersten Weltkriegs bestand. Es setzte sich näherungsweise aus 126 Akademikern unter der Leitung des wichtigsten außenpolitischen Beraters Wilsons, Edward M. House, zusammen und wurde vom US-amerikanischen Philosophen Sidney Mezes beaufsichtigt. Der Geograph und spätere Präsident der Johns-Hopkins-Universität, Isaiah Bowman, folgte Mezes in seinem Amt. Das Gremium umfasste überwiegend Geographen, Politikwissenschaftler, Historiker und Juristen, die wiederum themenspezifischen Abteilungen zugewiesen wurden.
Der Vorbereitung eines Friedensprogramms lagen die Sammlung und Sichtung von nahezu 2000 einzelnen Berichten sowie die Erstellung ca. 1000 kartographischer Entwürfe zu Grunde, die durch Beratungstätigkeiten für die US-amerikanische Regierung ergänzt wurden.
Die Beratungstätigkeit beschränkte sich nicht nur auf die Leistungen von bekannten Mitgliedern aus Medien und Wissenschaft wie Walter Lippmann, Isaiah Bowman, Archibald Cary Coolidge, David Hunter Miller u. a., sondern beruhte ebenfalls auf der Einholung von Gutachten von Sachverständigen wie Louis Brandeis, Abbott Lawrence Lawell.
23 Mitglieder des Gremiums wurden später auf Geheiß Präsident Wilsons Teil der US-amerikanischen Friedensdelegation in Versailles. Im Dezember 1918 ging das Gremium als Abteilung in die Friedenverhandlungskommission (American Commission to Negotiate Peace) auf.